# Smultrondvärgspindel
Smultrondvärgspindel (Gonatium rubens) är en spindelart som först beskrevs av John Blackwall 1833.  Smultrondvärgspindel ingår i släktet Gonatium och familjen täckvävarspindlar. Arten är reproducerande i Sverige. Inga underarter finns listade i Catalogue of Life.